# Johann Prem
Johann Prem – austriacki strzelec sportowy. 
Największym i zarazem jedynym dużym sukcesem Johanna Prema był srebrny medal mistrzostw świata z Lucerny z 1901 roku. Zajął drugie miejsce w strzelaniu z karabinu dowolnego stojąc z odl. 300 m. Przegrał tylko jednym punktem z Włochem, Cesarem Valerio (Valerio zdobył 305, a Prem 304 punkty). Był pierwszym Austriakiem, który zdobył medal strzeleckich mistrzostw świata. 
Nigdy nie brał udziału w igrzyskach olimpijskich.